# فرنسيسكو غونزاليس (لاعب كرة قدم)
فرنسيسكو غونزاليس (بالإسبانية: Francisco González)‏ هو لاعب كرة قدم أرجنتيني في مركز الهجوم، ولد في 6 أبريل 2001 في Unión Department ‏ في الأرجنتين. لعب مع نيولز أولد بويز.

## وصلات خارجية
- فرنسيسكو غونزاليس (لاعب كرة قدم) على موقع قاعدة بيانات كرة القدم.إي يو (الإنجليزية)
- فرنسيسكو غونزاليس (لاعب كرة قدم) على موقع Soccerway.com (الإنجليزية)